# پی‌اچ‌دی

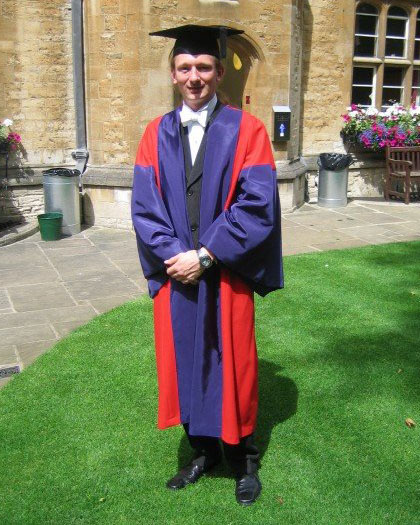
دورهٔ دکتری در علوم را پی‌اچ‌دی گویند

پی‌اچ‌دی (به انگلیسی: Ph.D یا PhD یا DPhil) (مخفف واژهٔ دکترا در فلسفه علم یا Philosophiae Doctor) دورهٔ دکتری در علوم را گویند و در حقیقت بالاترین درجه علمی یا مدرک نهائی در علم مورد نظر یا «صاحب فلسفۀ علمی در دانش موردنظر» است.  مدرک پی‌ اچ‌ دی یا دکترای تخصصی، بالاترین مدرک آکادمیک و دانشگاهی در جهان است که معمولاً در رشته‌های زیرمجموعۀ «علوم پایه»، «کشاورزی و منابع طبیعی»، «فنی و مهندس» و «هنر» و پس از گذراندن مدارج کارشناسی (به انگلیسی: BSc) و کارشناسی ارشد (به انگلیسی: MSc) یا دکترای حرفه ای در پزشکی، دندانپزشکی، داروسازی و دامپزشکی و همچنین ارائهٔ یک نوآوری در قالب رساله دورهٔ دکتری تخصصی (.Ph.D) است. به همین دلیل به تز پایانی دوره دکتری تخصصی، رساله گفته می‌شود نه پایان‌نامه.

## مطالعهٔ بیشتر
لغتنامهٔ دهخدا، سرواژهٔ «دکتر».
نجفی، ابوالحسن. غلط ننویسیم. تهران: مرکز نشر دانشگاهی، ۱۳۸۴، شابک ‎۹۶۴-۰۱-۰۵۵۹-۷.
}}